# Keyser (Virgínia Ocidental)
Keyser é uma cidade localizada no estado norte-americano de Virgínia Ocidental, no Condado de Mineral.

## Demografia
Segundo o censo norte-americano de 2000, a sua população era de 5303 habitantes.
Em 2006, foi estimada uma população de 5334, um aumento de 31 (0.6%).

## Geografia
De acordo com o United States Census Bureau tem uma área de 4,9 km², dos quais 4,9 km² cobertos por terra e 0,0 km² cobertos por água. Keyser localiza-se a aproximadamente 280 m acima do nível do mar.

## Localidades na vizinhança
O diagrama seguinte representa as localidades num raio de 16 km ao redor de Keyser.